# Greenville (Florida)
Greenville ist eine Stadt im Madison County im US-Bundesstaat Florida. Das U.S. Census Bureau hat bei der Volkszählung 2020 eine Einwohnerzahl von 746 ermittelt.

## Geographie
Greenville liegt rund 20 km westlich von Madison sowie etwa 60 km östlich von Tallahassee.

## Geschichte
Das Eisenbahnzeitalter begann in Greenville 1861, als durch die Pensacola and Georgia Railroad eine Bahntrasse von Tallahassee bis Lake City fertiggestellt wurde. Im Jahr 1901 erbaute die South Georgia Railroad eine Bahnstrecke zwischen Quitman in Georgia und Greenville und verlängerte diese 1904 weiter bis Perry.

## Demographische Daten
Laut der Volkszählung 2010 verteilten sich die damaligen 843 Einwohner auf 403 Haushalte. Die Bevölkerungsdichte lag bei 247,9 Einw./km². 26,5 % der Bevölkerung bezeichneten sich als Weiße, 70,7 % als Afroamerikaner, 0,1 % als Indianer und 0,1 % als Asian Americans. 0,7 % gaben die Angehörigkeit zu einer anderen Ethnie und 1,9 % zu mehreren Ethnien an. 1,4 % der Bevölkerung bestand aus Hispanics oder Latinos.
Im Jahr 2010 lebten in 35,0 % aller Haushalte Kinder unter 18 Jahren sowie 25,2 % aller Haushalte Personen mit mindestens 65 Jahren. 65,9 % der Haushalte waren Familienhaushalte (bestehend aus verheirateten Paaren mit oder ohne Nachkommen bzw. einem Elternteil mit Nachkomme). Die durchschnittliche Größe eines Haushalts lag bei 2,53 Personen und die durchschnittliche Familiengröße bei 3,21 Personen.
30,4 % der Bevölkerung waren jünger als 20 Jahre, 24,1 % waren 20 bis 39 Jahre alt, 25,3 % waren 40 bis 59 Jahre alt und 20,2 % waren mindestens 60 Jahre alt. Das mittlere Alter betrug 36 Jahre. 45,6 % der Bevölkerung waren männlich und 54,4 % weiblich.
Das durchschnittliche Jahreseinkommen lag bei 18.750 $, dabei lebten 40,5 % der Bevölkerung unter der Armutsgrenze.
Im Jahr 2000 war Englisch die Muttersprache von 100 % der Bevölkerung.

## Sehenswürdigkeiten
Am 28. Juni 1990 wurde das Bishop-Andrews Hotel in das National Register of Historic Places eingetragen.

## Verkehr
Greenville wird von den U.S. Highways 90 (SR 10) und 221 durchquert. Heute operiert die Georgia and Florida Railway im Frachtverkehr auf der Strecke von Perry über Greenville bis Adel in Georgia, und auf der West-Ost-Trasse zwischen Tallahassee und Jacksonville führt das Unternehmen CSX Güterverkehre durch. Die nächsten Flughäfen sind der in Georgia gelegene Valdosta Regional Airport (rund 60 km nordöstlich) sowie der Tallahassee International Airport (rund 80 km westlich).